# Álvaro Obregón, Tapachula
Álvaro Obregón är en ort i Mexiko.   Den ligger i kommunen Tapachula och delstaten Chiapas, i den sydöstra delen av landet, 900 km sydost om huvudstaden Mexico City. Álvaro Obregón ligger 47 meter över havet och antalet invånare är 4 979.
Terrängen runt Álvaro Obregón är lite kuperad.Runt Álvaro Obregón är det tätbefolkat, med 266 invånare per kvadratkilometer. Närmaste större samhälle är Tapachula, 13,1 km öster om Álvaro Obregón. Omgivningarna runt Álvaro Obregón är en mosaik av jordbruksmark och naturlig växtlighet.